# Частичные разряды
Частичные разряды, ЧР (англ. partial discharge) — электрические разряды, которые происходят в изоляции электрооборудования, обычно возникающие в электрических системах, работающих при напряжении от 3000 В и выше (хотя ЧР могут происходить при более низких напряжениях). Согласно международному стандарту IEC 60270 и ГОСТ 55191-2012 частичным разрядом называется локальный электрический разряд, который шунтирует только часть изоляции в электроизоляционной системе.
Частичные разряды возникают в пустотах в твердой изоляции (бумажной или полиэтиленовой), в многослойных системах электродов/проводников, имеющих несколько слоев твердой изоляции, а также в пузырьках газа (в случае жидкой изоляции) или вокруг электродов в газе (коронный разряд) и в большинстве случаев представляют собой воздушные или масляные промежутки в изоляции.
Информация о частичных разрядах появилась после создания высоковольтного оборудования, ориентировочно в 1930-х годах. На первых этапах не было необходимости устранения и изучения образовавшихся в изоляции ЧР, так как напряжения были относительно малы и сама изоляция имела достаточный запас прочности. Необходимость устранения (или снижения интенсивности) ЧР появилась с началом эксплуатации электрических машин и кабелей. Электрическая изоляция двигателей, генераторов, трансформаторов и кабелей оказалась наиболее подвержена действию ЧР, это обусловлено двумя факторами: особенностью строения изоляции и воздействием на неё повышенных напряженностей электрического поля при уменьшении габаритных размеров оборудования
ЧР обычно не приводят к быстрому пробою изоляционных промежутков, процесс развития ЧР довольно медленный и зависит от интенсивности частичного разряда. Практически в любом высоковольтном оборудовании в рабочих режимах существуют ЧР, однако их разрушающая способность может быть различна. В связи с этим при малой интенсивности ЧР электроизоляционные системы оборудования сохраняют свои функции в течение эксплуатационного ресурса. При большой интенсивности происходит разрушение изоляции в виду разрастания малых воздушных или масляных промежутков, которыми являются ЧР, впоследствии этот процесс приводит к пробою и выводу оборудования из работы до истечения срока эксплуатации.
Общепризнанно, что ЧР в изоляции образуются в результате внесения воздушных (газовых) включений или проводящих частиц при нарушении технологического процесса изготовления оборудования или при его эксплуатации. Наиболее восприимчиво к образованию ЧР оборудование с бумажно-масляной изоляцией
Появление ЧР сопровождается следующими физическими явлениями:
- протекание импульсного тока в искусственно создаваемых цепях, где имеются объекты с ЧР;
- электромагнитное излучение в окружающее пространство;
- ударные волны;
- разложение диэлектрика на молекулярные группы в зоне действия ЧР;
- световое излучение в окружающее пространство;
- нагрев локальных объемов изоляции с ЧР.

## Применение частичных разрядов в энергетике
Частичные разряды опасны тем, что приводят к постепенному разрушению изоляции и возникновению электрического пробоя. С другой стороны, измерение частичных разрядов позволяет сегодня энергетическим компаниям заблаговременно определять места будущих повреждений в энергооборудовании, своевременно проводить ремонт и избегать серьёзных аварий в работе станционного и сетевого оборудования.
Сегодня известны такие методы обнаружения ЧР как:
- электрический;
- электромагнитный, или дистанционный, СВЧ-метод;
- акустический;
- химический;
- оптический, или оптоэлектронный;
- термический.

Основными из них являются первые три.
Электрический метод требует контакта измерительных приборов с объектом измерения, что делает его не самым простым и удобным. Но именно при таком методе снимается наибольшее количество характеристик ЧР, позволяющих всесторонне изучить ЧР, в связи с чем данный метод весьма распространен. Так же ввиду чувствительности метода необходимо применение комплекса мер и специального оборудования для отстройки от наводимых помех. Большинство электрических методов не требуют подачи на объект измерения напряжений, сильно превосходящих номинальные рабочие значения, поэтому они являются щадящими для изоляции электрооборудования.
Электромагнитный, или дистанционный. СВЧ-метод позволяет обнаружить ЧР с помощью направленного приемного СВЧ антенного устройства. Этот метод не требует контакта с объектом измерения. Применение данного оборудование не зависит от класса напряжения, что является плюсом данного метода. Недостатками же является отсутствие количественной оценки множества характеристик ЧР, а также влияние на электромагнитное излучение других приборов.
Акустический метод регистрации ЧР разрабатывался с целью обнаружения источника ЧР в оборудовании, например, в силовых и измерительных трансформаторах, элегазовом оборудовании. Кажущаяся простота метода не исключает больших трудностей в определении места возникновения ЧР. Для их нахождения используются сверхчувствительные микрофоны, которые улавливают звуковые волны, расположенные в диапазоне частот выше порога слышимости. Данный метод является дистанционным и позволяет располагать датчики и сенсоры в устройствах открытой конструкции, например ячейках КРУ и шинопроводах. Недостатком метода является малая чувствительность при регистрации ЧР малой интенсивности.
В настоящее время ведутся работы по совершенствованию электромагнитного и акустического методов, чтобы приблизить их применение к условиям эксплуатации. Уже сейчас данные методы позволяют производить обследования с регистрацией получаемых значений в течение длительного периода и отправкой их оператору по сетям связи, таким как интернет.
Первые сообщения в отечественной литературе о результатах применения электрического метода измерения ЧР появились в 1937 г. Наиболее интенсивно начали исследовать ЧР в изоляции в конце 1950-х — начале 1960-х. В то время самыми распространенными видами исследуемого оборудования были генераторы и электрические двигатели. Несмотря на относительно не высокие напряжения, 6-11 кВ, напряженность электрического поля в изоляции электрических вращающихся машин оказалась достаточной для образования коронных разрядов и ЧР. Впервые с разрушительным действием ЧР в большой группе оборудования сверхвысокого напряжения столкнулись в конце 1950-х годов при эксплуатации трансформаторов 400 кВ и в последующем — 500 кВ.
Начиная с 80-х годов стратегия диагностирования оборудования в Европе и Америке постепенно изменялась: осуществлялся переход от концепции регламентных испытаний к концепции испытания по оценке технического состояния оборудования. Из практики известно, что положительные результаты испытаний оборудования повышенным напряжением, которые регламентированы в России в настоящее время, вовсе не гарантируют безаварийную работу испытуемого оборудования в течение определенного срока времени. При этом в процессе испытания изоляция оборудования значительно ухудшается из-за подачи напряжений в 4-6 раз превышающих номинальные значения. Диагностические же методы по регистрации ЧР позволяют давать наиболее точную оценку остаточного ресурса оборудования при этом практически не оказывая влияния на его изоляцию, ввиду подачи гораздо более низких напряжений, в ряде случаев близких или равных номинальному значению. Одновременно решалась задача построения системы диагностирования в автоматизированном режиме мониторинга параметров оборудования под рабочим напряжением. В связи с тем, что электроизоляционная система высоковольтного оборудования в основном определяет его эксплуатационную надежность, тщательному диагностированию системы уделяют особое внимание. При этом особая роль отводится методу регистрации ЧР, как наиболее эффективному в выявлении локальных дефектов. По существу, упомянутый метод является единственным, позволяющим в течение процесса разрушения изоляции обнаружить развивающиеся локальные дефекты.
Широкое применения методов регистрации ЧР сдерживается из-за сложности методики измерения, дороговизны оборудования и малого количества специалистов, умеющих работать на данном оборудовании.
Измерение частичного разряда проводится в пико-Кулонах (пКл).